# Gornje Bazje
Gornje Bazje falu Horvátországban Verőce-Drávamente megyében. Közigazgatásilag Lukácshoz tartozik.

## Fekvése
Verőce központjától 9 km-re, községközpontjától légvonalban 3, közúton 5 km-re északra, Nyugat-Szlavóniában, a Drávamenti-síkságon , a Barcsot Daruvárral és Pakráccal összekötő 5-ös számú főútvonal mentén fekszik.

## Története
Miután 1684-ben Verőcét felszabadították a török uralom alól környéke majdnem teljesen lakatlan volt és rengeteg szántóföld maradt műveletlenül. Ezért a bécsi udvar elhatározta, hogy a földeket a betelepítendő családok között osztja fel. A kihalt területre a 17. század utolsó évtizedétől főként Kapronca, Kőrös és Szentgyörgyvár vidékéről telepítettek be horvát ajkú lakosságot.
Az első katonai felmérés térképén „Dorf Bazie” néven találjuk. Lipszky János 1808-ban Budán kiadott repertóriumában „Bazie” néven szerepel. Nagy Lajos 1829-ben kiadott művében „Bazie” néven 62 házzal, 386 katolikus vallású lakossal találjuk. Verőce vármegye Verőcei járásának része volt.
A falunak 1857-ben 1.022, 1910-ben 814 lakosa volt. Az 1910-es népszámlálás szerint a lakosság 86%-a horvát, 14%-a magyar anyanyelvű volt. Az I. világháború után 1918-ban az új szerb-horvát-szlovén állam, majd később (1929-ben) Jugoszlávia része lett. 1991-ben 666 főnyi lakosságának 93%-a horvát nemzetiségű volt. 2011-ben falunak 498 lakosa volt.

## Lakossága
| Lakosság változása | Lakosság változása | Lakosság változása | Lakosság változása | Lakosság változása | Lakosság változása | Lakosság változása | Lakosság változása | Lakosság változása | Lakosság változása | Lakosság változása | Lakosság változása | Lakosság változása | Lakosság változása | Lakosság változása | Lakosság változása |
| ------------------ | ------------------ | ------------------ | ------------------ | ------------------ | ------------------ | ------------------ | ------------------ | ------------------ | ------------------ | ------------------ | ------------------ | ------------------ | ------------------ | ------------------ | ------------------ |
| 1857               | 1869               | 1880               | 1890               | 1900               | 1910               | 1921               | 1931               | 1948               | 1953               | 1961               | 1971               | 1981               | 1991               | 2001               | 2011               |
| 1.022              | 872                | 901                | 907                | 880                | 814                | 696                | 798                | 843                | 866                | 846                | 772                | 721                | 666                | 570                | 498                |

## Nevezetességei
A Jó pásztor tiszteletére szentelt római katolikus kápolnája.

## Kultúra
- KUD Bosiljak kulturális és művészeti egyesület.
- Udruga žena nőegylet.

## Oktatás
A helyi oktatás kezdetei a 19. századig, egész pontosan 1864-ig nyúlnak vissza. Ekkor építtette fel az első iskolaépület a településen az akkori birtokosa a Jankovich család. Ez a zsúptetős épület 1910-ig állt, amikor már nem tudott megfelelni a céljának és lebontották. 
Ekkor építették fel a ma régi iskolának nevezett épületet a pedagóguslakással együtt, mely egészen 2002-ig adott otthont az itteni tanítóknak. Végül 2010-ben ezt az épületet is lebontották. A régi iskola udvarán építették fel a 20. század közepén az új épületet, mely 1965. augusztus 29-én nyílt meg. A mai korszerű emeletes iskolaépület 2002-ben épült.

## Sport
A település labdarúgóklubja az NK Bratstvo a megyei 1. ligában szerepel.